# Шойна (село)
Шойна (ненец. Сояна’я, рос. Шойна) — село у Заполярному районі Ненецького автономного округу Архангельської області Російської Федерації.
Населення становить 300 осіб (2010). Входить до складу муніципального утворення Шоїнська сільрада.

## Історія
До 1920-их років населений пункт належав до Архангельської губернії. Від 1929 року належить до Ненецького автономного округу, від 2005 — новоутвореного Заполярного району. Згідно із законом від 24 лютого 2005 року органом місцевого самоврядування є Шоїнська сільрада.

## Населення
| 2002 | 2008 | 2010 |
| ---- | ---- | ---- |
| 361  | ↘304 | ↘300 |